# الحرار (حبيش)

تعديل مصدري - تعديل

الحرار محلة تابعة لقرية الزواحي، التابعة لعزلة كومان بمديرية حبيش إحدى مديريات محافظة إب في الجمهورية اليمنية، بلغ تعداد سكانها 30 حسب تعداد اليمن لعام 2004.